# Appleby (Teksas)
Appleby je grad u američkoj saveznoj državi Teksas. Prema popisu stanovništva iz 2010. u njemu je živjelo 474 stanovnika.